# Noel Drayton
Noel Drayton est un acteur américain né au Cap (Afrique du Sud) le 7 octobre 1913 et mort le 7 décembre 1981  à Sedona.

## Filmographie partielle
- 1950 : La Belle de Paris de Jean Negulesco
- 1952 : Les Bagnards de Botany Bay de John Farrow
- 1952 : Barbe-Noire le pirate de Raoul Walsh
- 1952 : Capitaine sans loi (Plymouth Adventure) de Clarence Brown
- 1954 : La Piste des éléphants de William Dieterle
- 1955 : Le Bouffon du roi de Melvin Frank et Norman Panama
- 1963 : Pas de lauriers pour les tueurs de Mark Robson
- 1968 : Matt Helm règle son comte de Phil Karlson
- 1969 : L'Étau d'Alfred Hitchcock